# Patriciu Covaci
Patriciu Covaci (n. 10 octombrie 1876, Neagra – d. 1954, Sebiș) a fost un delegat al reuniunii învățătorilor din protopopiatul Buteni în Marea Adunare Națională de la Alba Iulia.

## Biografie
Patriciu Covaci a studiat școala primară în comuna Buteni, jud. Arad, școala gimnazială la Beiuș, jud. Bihor, școala normală la Arad, după absolvirea căreia, la 1 septembrie 1896, a intrat în învățământ ca învățător în comuna sa natală, unde a funcționat până în anul 1899, când s-a mutat în comuna Sebiș, jud. Arad, unde a profesat tot în învățământ. S-a căsătorit cu Elisabeta, fiica învățătorului Ioan Filip, căsătorie în urma căreia au rezultat trei băieți și două fete: unul avocat și profesor, unul notar, care a murit pe front, și două învățătoare. Până în 1922 a fost învățător confesional, după care a devenit învățător de stat. A fost director școlar și director la școala de ucenici până în 1 septembrie 1936 când a fost pensionat la cerere. A fost notarul și președintele reuniunii învățătorilor din protopopiatul Buteni. A luat parte la Primul Război Mondial. A urmat studii militare în Budapesta, fiind înaintat la gradul de sublocotenent. A fost numit comandant al gărzilor rurale din zona Sebiș. A fost președintele Astrei, departamentul Sebiș și președintele Cercului cultural Sebiș.